# 有馬元家
有馬 元家（ありま もといえ、? - 応仁2年11月10日（1469年1月1日））は、室町時代中期の武将。通称は上総介。摂津有馬郡分郡守護。赤松氏の支流である有馬氏出身で有馬持家の子。子に則秀。官途名は民部少輔、後に上総介（康正元年7月以降か）。

## 経歴
室町幕府8代将軍足利義成（後の義政）に近侍しその寵臣となったと言われ、義政の乳母今参局（御今）及び義政の母日野重子の従弟烏丸資任と共に義政側近の有力者となり「三魔」と呼ばれた（おいま、からすま、ありまと、「ま」がつく3人）。相国寺の瑞渓周鳳の日記『臥雲日件録』康正元年1月6日（1455年1月23日）条には「政は三魔より出づ」と記されている。
文安元年（1444年）から翌2年（1445年）に同族の赤松満政が播磨守護山名宗全に反乱を起こし、父持家は一旦満政に味方したがその後幕府側に寝返って満政を討ち取り、態度を咎められて隠居したため元家が有馬郡守護職を継いだ。しかし、享徳3年（1454年）に又従兄弟の赤松則尚が赤松氏復帰を掲げて播磨で反乱を起こし、翌4年（康正元年、1455年）に宗全に討ち取られ、元家も連座して12月13日に出家遁世した。家永遵嗣は、元家は赤松氏再興を図るために三魔の他の2人や管領畠山持国父子に則尚の支援を求めて義成の同意を取り付けることに成功したが、享徳3年末に関東地方で勃発した享徳の乱を巡って義成と宗全を支持する管領細川勝元（持国の後任）の間で政治的妥協が図られた結果、義成から則尚が見捨てられたために元家の政治的面目が失われて出家せざるを得なくなったとしている（『康富記』によれば、元家の出家は義政の畠山義就邸御成からの帰還後に起きたという）。また、則尚の挙兵の際に元家の弟である右馬介（系譜上の「豊則」に相当）と小三郎（系譜上の「則友」に相当）が加わって自害している。なお、元家が畠山持国を頼った結果、持国の後継者を巡る庶子義就と甥の弥三郎との家督争いにも巻き込まれることになる（義就が父の持国と共に則尚や元家を支持しているため、弥三郎は則尚と対立する山名宗全に支援を求めることになる）。享徳3年10月に室町殿（花の御所）を退出した赤松民部少輔が弥三郎側の襲撃を受ける事件が発生しているが、事件を記した『師郷記』享徳3年10月5日条の注として「有閒」の2字が書き加えられているため、襲撃を受けたのは有馬元家と推測されている。
『康富記』宝徳2年正月21日条に死去が記載されている赤松有馬入道が有馬持家のことで、その家督を嫡男である元家が継いだと考えられているが、持家の従弟である有馬持彦（道衍）も同氏の家督を主張していたらしく、元家が出家すると家督は元家の子ではなく、持彦に渡ってしまう（元家の出家遁世が「自由出家」の罪に問われたため）。持彦は三魔に代わって義政側近として台頭した伊勢貞親に近く、文正の政変でも連座している。こうした事情からかその後貞親と対立する足利義視に仕えており、『蔭涼軒日録』寛正6年（1465年）9月17日条には義視が義政に有馬上総守（上総介の誤記か）の赦免を進言して拒否されたと記されているが、文正の政変後に赦免を受けている（『大乗院寺社雑事記』文正2年正月19日条）。ところが、応仁の乱の最中に義政の命令を受けた赤松政則に殺害された。伊勢貞親が義政側近として復権した翌月の出来事であるためにその関連性を指摘され、更に元家の殺害の直後に足利義視が東軍を出奔して山名宗全の西軍に身を投じている。なお、有馬氏の家督は寛正6年（1465年）8月に持彦が息子の直祐に譲ったことが確認できるが、応仁の乱後の文明年間に入ると元家の子である則秀が家督を取り戻して有馬郡を支配している。
三魔のうち有馬については長らく持家だとされていたが、持家に関しては特に専横の振る舞いは記録されていないこともあり、近年では元家が三魔の1人であると言われている。